# Abdullah Ibrahim

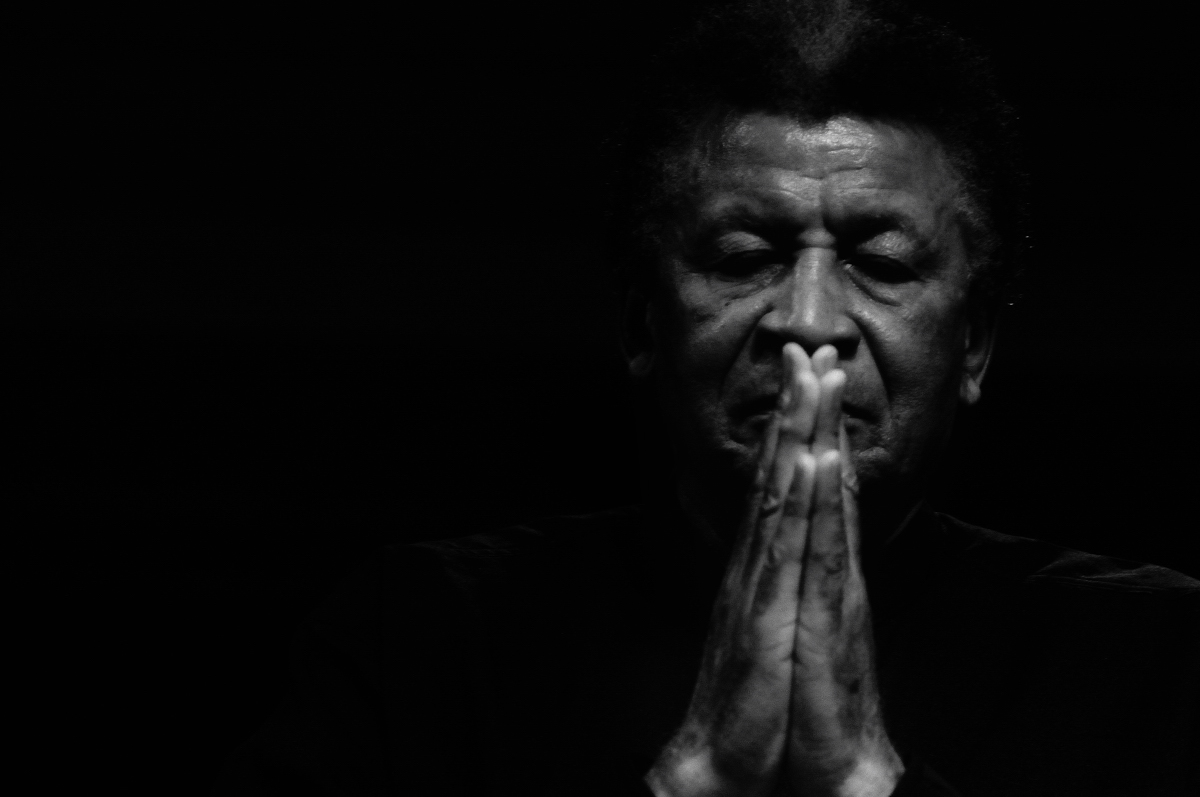
Abdullah Ibrahim

Abdullah Ibrahim (Kaapstad, Zuid-Afrika, 9 oktober 1934) werd geboren als Adolph Johannes Brand en is experimentele jazzmuzikant.
Aanvankelijk trad hij op onder de naam Dollar Brand. Hij veranderde zijn naam in Abdullah Ibrahim toen hij zich bekeerde tot de islam. Hij is pianist en componist, maar speelt ook fluit, sopraansaxofoon en cello. Vanaf zijn zevende jaar speelde hij al piano. Hij heeft met de groten van de jazz gespeeld, zoals John Coltrane, Ornette Coleman, Don Cherry, Sunny Murray, Johnny Dyani en Elvin Jones.
Zijn bekendste werk: 
- "Fats, Duke & The Monk"
- "Water from an Ancient Well"
- "Mindif"
- "African Dawn".

- Biblioteca Nacional de España: XX864932
- Bibliothèque nationale de France: cb139230170 (data)
- Gemeinsame Normdatei: 129456543
- International Standard Name Identifier: 0000 0001 2029 9781
- Library of Congress Control Number: n82245380
- MusicBrainz: fd64e185-9973-44d5-ad09-5d5562804292
- Nationale Bibliotheek van Tsjechië: xx0159704
- Nationale Bibliotheek van Israël: 987007338314905171
- Nationale Bibliotheek van Polen: a0000001907342
- Nederlandse Thesaurus van Auteursnamen: 070174474
- LIBRIS: 320937
- SNAC: w6sv00vs
- Système universitaire de documentation: 078802032
- Virtual International Authority File: 86428405
- WorldCat: E39PCjwyPDY8YYQgVd8GHjkTDy